# Casamicciola Terme
Casamicciola, "badens drottning", är en kommun och badort på ön Ischia i provinsen Neapel, Kampanien, Italien. Kommunen hade 8 205 invånare (2017) och gränsar till kommunerna Barano d'Ischia, Forio, Ischia, Lacco Ameno och Serrara Fontana.
I jordskalven 4 mars 1881 och 28 juli 1883 förstördes kyrka, badinrättningar och nästan alla husen.